# Microsorum subtriquetrum
Microsorum subtriquetrum là một loài dương xỉ trong họ Polypodiaceae. Loài này được C.Chr. & Tardieu mô tả khoa học đầu tiên năm 1939.
Danh pháp khoa học của loài này chưa được làm sáng tỏ. 